# Radek Míka
Radek Míka (* 18. března 1984 v Praze) je český hokejový trenér a bývalý lední hokejista hrající na postu obránce. V české extralize odehrál 202 zápasů, 304 přidal v první lize. Mimo Česko odehrál 198 zápasů za kluby druhé francouzské ligy.
V mládežnických letech hrál za pražskou Kobru a Spartu. Za ni také poprvé nastoupil (v sezóně 2003/2004) v české extralize, tedy nejvyšší tamní soutěži. V téže sezóně hrál ještě za Klatovy a Mladou Boleslav. V další sezóně nastupoval za juniory Sparty a 36 utkání odehrál za Třebíč. Následující sezónu – 2005/2006 – hrál za Berounské Medvědy a další dvě sezóny za Duklu Jihlava. Druhou sezónu v Dukle však v tomto mužstvu nedokončil, neboť začal nastupovat za Zlín, v jehož dresu (s výjimkou dvou utkání sehraných v sezóně 2011/2012 za Třebíč) hrál do roku 2012.
Zlín s ním do dalšího ročníku nepočítal a většinu sezóny 2012/2013 vynechal. Šanci dostal v lednu v prvoligových Litoměřicích, kde hrál až do roku 2015. Jeho dalším angažmá se stal francouzský klub Hockey Club Neuilly-sur-Marne, hrající tamní druhou nejvyšší soutěž. Za Les Bisons odehrál pět sezón, ročník 2020/2021 vynechal a na sezónu 2021/2022 se upsal Corsaires de Dunkerque ve stejné lize. Na sezónu 2022/2023, která byla jeho poslední, se vrátil k Bizonům a po jejím konci zůstal v klubu na pozici asistenta trenéra. V květnu 2024 byl jmenován hlavním trenérem klubu.
V sezóně 2003/2004 odehrál též tři utkání za českou hokejovou reprezentaci do 20 let.